# Pothyne femoralis
Pothyne femoralis är en skalbaggsart som beskrevs av Stefan von Breuning 1940. Pothyne femoralis ingår i släktet Pothyne och familjen långhorningar. Inga underarter finns listade i Catalogue of Life.